# Storholmen fyr
Das Storholmen fyr ist ein Leuchtfeuer an der westnorwegischen Küste in der Gemeinde Giske im Fylke Møre og Romsdal.